# Címtárszolgáltatások
A címtárszolgáltatás egy olyan szoftverrendszer, amely a címjegyzékben található információt tárolja, rendezi és biztosítja a hozzáférést. A szoftverfejlesztésben a címtár egy térkép a nevek és értékek között. Lehetőséget ad az értékek keresésére a nevet megadva, hasonlóan a szótárakhoz. Ahogy a szótárban a szavaknak is lehet több jelentése, a címtárban is egy névhez több különböző információ tartozhat. Hasonlóan ahogy a szavak különböző szófajokhoz tartozhatnak és különböző jelentésük lehet, úgy a címtárakban a nevekhez is tartozhat több különböző típusú adat. 
A címtárak lefedhetnek szűk alkalmazási területet, ekkor a csomópont- és adattípusokból csak kis készletet támogat, illetve használható tág alkalmazási területen támogatva a tetszőleges és kiterjeszthető típuskészleteket. A telefonjegyzékben a csomópontok a nevek, az adatok a telefonszámoknak felelnek meg. A DNS rendszerben a csomópontok a domain nevek az adatok pedig az IP címek (és az alias-ok, levél szerverek, stb.). Hálózati operációs rendszerek által használt címtárakban a csomópontok különböző erőforrásokat képviselnek, ilyenek a felhasználók, számítógépek, nyomtatók és más megosztott erőforrások. Sok címtárszolgáltatás alakult ki az internet megjelenése óta, ez a cikk főleg az X.500 szabványból származtatott technológiákkal foglalkozik. 

## Bevezető
Egy egyszerű címtárszolgáltatás a névszolgáltatás, amely feltérképezi a hálózati erőforrások nevét és azok hálózati címét. Az ilyen típusú címtárakkal a felhasználóknak nem kell megjegyeznie a hálózati erőforrások fizikai címét, a nevük alapján meg tudják találni azokat. Minden erőforrás egy objektumnak minősül a címtárszerveren. Az erőforrásokról tárolt információk az objektumok jellemzőiként vannak meghatározva. Az objektuminformációk teljesen biztonságosak  mivel csak a megfelelő jogosultságokkal rendelkező felhasználó tud hozzájuk férni. A kifinomultabb címtárrendszerek olyan névtartományokkal vannak tervezve mint az előfizetők (subscribers), szolgáltatások (services), eszközök (devices), jogosultságok (entitlement), tartalom (content) és mások. Ez a tervezési folyamat szorosan kapcsolódik az Identity management-hez.
A címtárszolgáltatás meghatároz egy névtartományt a hálózatnak. A névtér magába foglal egy vagy több objektumot. A címtár tervezési folyamatában olyan szabályokat fektetnek amelyek meghatározzák, hogy az erőforrások hogyan legyenek elnevezve és azonosítva. A szabály szerint a neveknek egyedinek és félreérthetetlennek kell lennie.  Az X.500 szabványban és a LDAP-ban a nevet DN-nek vagyis megkülönböztető névnek (distinguished name) nevezik és a jellemzők egy csoportjára hivatkozik, amelyekből összeáll a bejegyzés neve.
A címtárszolgáltatás egy megosztott információs infrastruktúra az általános adatok és a hálózati erőforrások kereséséhez, kezeléséhez, adminisztrálásához és rendezéséhez. Az adatok és az erőforrások lehetnek táregységek, mappák, fájlok, nyomtatók, felhasználók, csoportok, eszközök, telefonszámok és egyéb objektumok.  A címtárszolgáltatás a hálózati operációs rendszerek fontos része. Bonyolultabb eseteknél a címtárszolgáltatás a központi információs tárháza a Szolgáltatás Kézbesítő Platformnak (Service Delivery Platform). Például a címtárban a „computers” szóra  keresve egy lista jelenik meg az elérhető számítógépekről és információ az elérésükről. 
A replikációnak és az elosztásnak nagyon eltérő jelentése van a címtár tervezésben és kezelésében. A replikáció esetében az egész névtartomány (ugyanazok az objektumok) lemásolódik egy másik címtárszerverre a redundancia és a rendelkezésre állás miatt. A replikált névtartományt ugyanaz a hatóság által van irányítva. Az elosztott címtárszervereken az adatok több szerveren tárolódnak, több különböző névtartomány, ezek között meghatározott kapcsolat van. Minden külön névtartomány más hatóság által lehet irányítva.

## Összehasonlítás a relációs adatbázisokkal
Több dolog van ami megkülönbözteti a hagyományos címtárszervereket és a relációs adatbázisokat. Természetesen vannak kivételek, de általában:
- A címtárban szereplő információk sokkal többször vannak olvasva mint írva, emiatt a műveleti (transaction) és visszatöltési (rollback) jellemzők kevésbé fontosak.
- Az adatok redundánsak lehetnek ha ez javítja a teljesítményt

A címtársémák objektumosztályokkal, jellemzőkkel, név kötésekkel és névtartománnyal vannak meghatározva. Az objektumosztályoknak vannak:
- Kötelező jellemzői – olyan jellemzők amiket kötelező megadni
- Lehetséges jellemzői – olyan jellemzők amelyek nem kötelező de lehetséges megadni (mint a relációs adatbázisoknál a lehetséges NULL érték)
- A többértékű jellemzők – a jellemzőknek lehetséges több értéket adni, pl: a „vállalati telefon” attribútumnak több telefonszámot.
- A jellemzők és az objektumosztályok szabványokkal vannak meghatározva az iparágon belül, ezeket előzőleg regisztrálni kell a IANA-nál az objektumazonosítókért (OID). Következésképpen a címtáralkalmazások nagy részben a szabványos osztályokat és jellemzőket használják.
- Az objektumpéldányok a névtartományokba vannak ágyazva, így minden objektumosztály a szülő objektumosztálytól örököl jellemzőket (legvégül pedig a hierarchia legfelső pontján lévő gyökértől) a kötelező és a lehetséges jellemzők listájához.
- A címtárszolgáltatás általában az IT rendszerek biztonsági kialakításának a központi egysége valamint nagy fontossága van a hozzáférés szabályozásnál: ki kezelhet milyen okból milyen információt. Lásd még: ACL.

## A címtárszolgáltatások megvalósítása
A címtárszolgáltatás része volt az Open System Interconnection (OSI) kezdeményezésének, amely célja a hálózati szabványok elterjesztése hogy  a különböző gyártótól származó eszközök kompatibilisek legyenek egymással. Az 1980-as években az ITU és az ISO megjelentette az X.500 szabványkészletet címtárak számára, eredetileg a belső elektronikus üzenetküldés támogatására és a hálózati nevek keresésére. A könnyűsúlyú címtár hozzáférési protokoll (LDAP) az X.500 címtár információs szolgáltatásán alapszik, de a TCP/IP vermet és a karakterlánc kódoló sémát az X.500 DAP protokolljából vette át, így lényegesen nagyobb az alkalmazhatósága az interneten.
Számos címtár megvalósítás létezik különféle gyártóktól.
Az X.500 előtti rendszerek:
- Domain Name System (DNS) –  az első címtárszolgáltatás az interneten, még ma is mindenhol ezt használják.
- Hesoid – A DNS rendszeren alapult, az MIT a Project Athena fejlesztésénél használta
- Network Information Service (NIS) – eredetileg Yellow Pages-nek hívták, a Sun Microsystems címtár megvalósítása volt Unix hálózatokra.
- NetInfo - a 80-as évek végén fejlesztette ki a NeXT, miután az Apple felvásárolta a projekt nyílt forráskódú lett és a Mac OS X címtárszolgáltatása ként lett használva egészen amíg átvette a szerepét a LDAP alapú Open Directory.
- Banyan Vines - az első méretezhető címtárszolgáltás
- NT Domains – a Microsoft által fejlesztett címtárszolgáltatás Windows gépekre, később átvette a szerepét az LDAP alapú Active Directory.

LDAP/X.500 alapú megvalósítások:
- Active Directory – a Microsoft modern címtárszolgáltatása Windows környezetbe, az X.500 szabványból ered, az Exchange szerver használatához készítették, először a Windows 2000 Server alatt jelent meg.
- eDirectory – A Novell címtárszolgáltatás megvalósítása. Többféle architektúrát támogat ( Windows, NetWare, Linux, Unix). Már régóta használják felhasználók kezelésére, konfiguráció menedzsmentre és szoftver menedzsmentre. Az eDirectory a központi részévé fejlődött a Identity management alkalmazásoknak. Előzőleg Novell Directory Services néven futott.
- Red Hat Directory Server – A Red Hat címtárszolgáltatása amelyet az AOL Netscape Security Solution egységétől szerzett meg. Kereskedelmi termék amely a Red Hat Enterprise Linux operációs rendszeren fut, és van egy a közösség által támogatott verziója a 389 Directory Server projekt.
- Open Directory – Az Apple címtárszolgáltatása Mac OS X szerveren fut, egy testre szabott OpenLDAP implementációt tartalmaz, SASL és Kerberos hitelesítét használ.
- Apache Directory Server – Az Apache Software Foundation címtárszolgáltatása
- Oracle Internet Directory – Az Oracle címtárszolgáltatása amely LDAPv3-at használ.
- CA Directory – Egy gyorsítótár motort tartalmaz amely az összes LDAP keresési szűrőben használt jellemzőt indexeli.
- Alcatel-Lucent Directory Server  - díjnyertes alkalmazás amely megnövekedett teljesítményt és magas rendelkezésreállást biztosít.
- Sun Java System Directory Server – A Sun Microsystem jelenlegi címtáralkalmazása
- OpenDS – egy nyílt forráskódú Java alapú címtár szolgáltatás.
- IBM Tivoli Directory Server – egy testreszabott OpenLDAP változat.
- Siemens DirX Directory Server
- Windows NT Directory Services (NTDS) – később átnevezték Active Directory-ra.
- Critical Path Directory Server
- OpenLDAP – Az eredeti Michigani Egyetem által fejlesztett LDAP forrásanyagból fejlődött ki, minden jelenlegi számítógép architektúrát támogat.
- Isode Limited – Magas teljesítmény és rendelkezésreállás
- UnboundID Directory Server – Nagyteljesítményű címtárszerver termékek, az UnboundID Corporation által fejlesztve.
- Lotus Domino

Elég sok nyílt forráskódú eszköz található a piacon amelyekkel címtárakat készíthetünk, ilyen az OpenLDAP a Kerberos Protokoll és a Samba szoftver, amely Windows Domain Controller-ként tud működni Kerberos és LDAP háttérrel.

## Névszolgáltatások használata

### Unix OS
A névszolgáltatás a Unix rendszereken általában az nsswitch.conf fájlon keresztül állítható be. A névszolgáltatásról információk a getent applikációval kérhetők le.

## Fordítás
Ez a szócikk részben vagy egészben  a   Directory services című angol Wikipédia-szócikk fordításán alapul.  Az eredeti cikk szerkesztőit annak laptörténete sorolja fel. Ez a jelzés csupán a megfogalmazás eredetét és a szerzői jogokat jelzi, nem szolgál a cikkben szereplő információk forrásmegjelöléseként.